# Lijst van wapens van Poolse deelgebieden
Dit artikel bevat een lijst van wapens van Poolse deelgebieden. Polen is ingedeeld in zestien woiwodschappen.

Ermland-Mazurië
Groot-Polen
Klein-Polen
Kujavië-Pommeren
Łódź
Lublin
Lubusz
Mazovië
Neder-Silezië
Opole
Podlachië
Pommeren
Silezië
Subkarpaten
Świętokrzyskie
West-Pommeren